# تالاب کجی نمکزار
تالاب کجی نمکزار یکی از تالاب‌های ایران است که در ۷۵ کیلومتری نهبندان در استان خراسان جنوبی و حاشیه جاده نهبندان به بیرجند قرار گرفته است. مساحت ابن تالاب بیش از ۲۲ هزار هکتار است و زیستگاه پرندگان آبزی به‌شمار می‌رود.

## پناهگاه حیات وحش
پناهگاه حیات وحش تالاب کجی نمکزار یک پناهگاه حیات وحش با مساحت ۲۱۷۰۹ هکتار است که در استان خراسان جنوبی در ایران قرار دارد. این پناهگاه حیات وحش طبق مصوبهٔ شمارهٔ ۶۰۲ در تاریخ ۸۸/۹/۸ در فهرست مناطق تحت حفاظت سازمان محیط زیست ایران قرار گرفت.

## تاریخچه حفاظت
منطقه کجی نمکزار نهبندان واقع در حوضه آبریز مرزی شرق ایران، از سال ۱۳۸۶ به عنوان منطقه شکار ممنوع اعلام شد و سرانجام از سال ۱۳۸۹ به عنوان پناهگاه حیات وحش کجی نمکزار نهبندان معرفی شد.